# King James Only-rörelsen

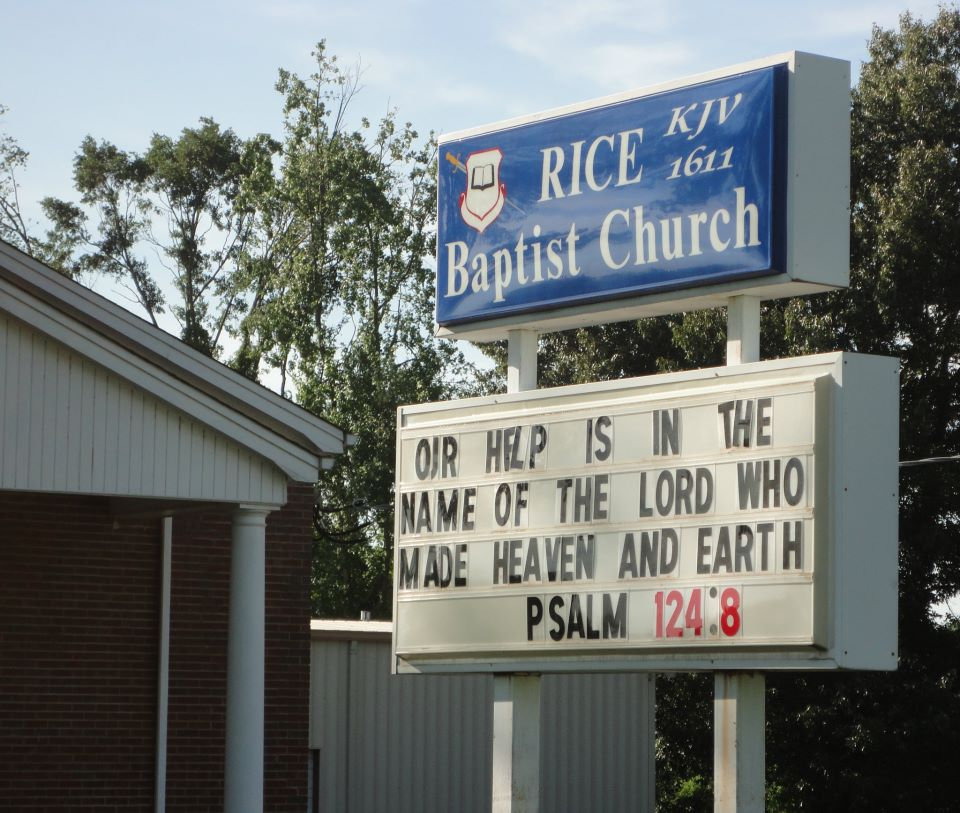
Överst till höger på den övre skylten står KJV 1611 som innebär att ifrågavarande baptistförsamling i New Market i Alabama hör till King James Only-rörelsen.

King James Only-rörelsen är en strömning bland företrädesvis konservativa protestantiska grupper, som menar att endast King James Version (eller andra översättningar som utgår från samma grundtexter, såsom Textus Receptus) är en korrekt översättning av Bibeln.

## Riktningar inom King James Only-rörelsen
- "Jag gillar King James Version bäst". Dessa kan endast i en vag mening sägas tillhöra King James-only rörelsen.[1]
- King James bibel är den bästa översättningen". Dessa menar att King James bibel utifrån vetenskapliga, textkritiska argument kan sägas vara den bästa bibelöversättningen, men att den inte nödvändigtvis behöver vara övernaturligt bevarad eller inspirerad.[2]
- Endast Textus Receptus. Dessa menar att de grundtexter som King James bibel bygger på har blivit övernaturligt bevarade. Dessa anser att man inte behöver använda sig av King James bibel, utan att det går bra med andra bibelöversättningar, så länge de använder sig av de grundtexter man anser vara korrekta.[3]
- Endast King James bibel. Denna är den vanligaste riktningen inom den amerikanska King James Only-rörelsen. Man menar att själva King James-versionen - och inte enbart de grundtexter den bygger på – har kommit till och bevarats genom Guds särskilda vägledning, och därför är fullständigt korrekt i allt. Inom denna riktning avvisar man ofta andra bibelöversättningar, även om de bygger på samma grundtexter som King James bibel.[4]
- King James bibel som ny uppenbarelse. Man menar att King James bibel har tillkommit som en särskild uppenbarelse från Gud. I de fall grundtexterna skiljer sig från King James bibel, menar man att grundtexterna har fel.[5]

## Exempel på kyrkor som enbart accepterar King James bibel
- Faithful Word Baptist Church (och resten av New Independent Fundamental Baptist Movement)
- Liberty Baptist Church[6]
- Westboro Baptist Church